# Alto Mira
Alto Mira est une localité de l'île de Santo Antão au Cap-Vert.

## Description
Alto Mira est située à 4 km au sud-est de Ribeira da Cruz et à 18 km au nord-ouest de Porto Novo, la capitale de l'île. 
Le parc naturel de Moroços (en) se trouve à l'est du village. 
La Ribeira Alto Mira (en) traverse la localité.

## Subdivisions
Le village se compose des hameaux de Chã de Orgueiro, Chã Queimada, Fajal, Chazinha, Dominguinhas, Chã de Asno, Chã de Morro Preto, Clementino et Chã de Branquinho.

## Population
Au recensement de 2010, la localité comptait 1 003 habitants.